# Jordan Zemura
Jordan Zemura, né le 14 novembre 1999 à Lambeth, est un footballeur international zimbabwéen jouant au poste d'arrière gauche à l'Udinese Calcio.

## Biographie

### En sélection nationale
Il reçoit sa première sélection en équipe du Zimbabwe le 12 novembre 2020, contre l'Algérie. Ce match perdu 3-1 rentre dans le cadre des éliminatoires de la Coupe d'Afrique des nations 2021.

## Statistiques
| Saison                | Club                  | Championnat           | Championnat | Championnat | Coupe nationale | Coupe nationale | Coupe de la Ligue | Coupe de la Ligue | Total | Total |
| Saison                | Club                  | Division              | M.          | B.          | M.              | B.              | M.                | B.                | M.    | B.    |
| 2020-2021             | AFC Bournemouth       | Championship          | 2           | 0           | 1               | 0               | 2                 | 0                 | 5     | 0     |
| 2021-2022             | AFC Bournemouth       | Championship          | 33          | 3           | -               | -               | 1                 | 0                 | 34    | 3     |
| 2022-2023             | AFC Bournemouth       | Premier League        | 20          | 0           | -               | -               | 2                 | 0                 | 22    | 0     |
| Sous-total            | Sous-total            | Sous-total            | 55          | 3           | 1               | 0               | 5                 | 0                 | 61    | 3     |
| 2023-2024             | Udinese Calcio        | Serie A               | 18          | 0           | 2               | 0               | -                 | -                 | 20    | 0     |
| Total sur la carrière | Total sur la carrière | Total sur la carrière | 73          | 3           | 3               | 0               | 5                 | 0                 | 81    | 3     |

## Palmarès

### En club
AFC Bournemouth
- Vice-champion d'Angleterre de deuxième division en 2022.